# P561 Skaden
P561 Skaden (skade) var et dansk patruljefartøj af Flyvefisken-klassen benyttet af Søværnet. Efter omorganiseringen af eskadrerne i 2004 og frem til udfasningen hørte skibet under division 24 (missilfartøjsdivisionen) i 2. Eskadre.
Skibet er siden hen blevet solgt til Marinha Portuguesa for 1 million euro i 2014 hvor det har fået navnet P593 Guadiana. Skibet skal ombygges til at møde de portugisiske behov ved det statsejede værft Arsenal do Alfeite for 6 millioner euro.
Skaden var det andet skib i flådens historie der benyttede dette navn, det første var torpedobåden P561 Skaden i perioden 1950-1960) (Kriegsmarines S207).

## eksterne henvisninger
- Flådens historie: P561 Skaden
- Naval-technology: Flyvefisken-klassen